# Phép so sánh Mặt Trời
Phép so sánh Mặt Trời được tìm thấy trong cuốn sách thứ sáu của bộ sách Cộng hòa (507b – 509c), được viết bởi nhà triết học Hy Lạp Platon như một cuộc đối thoại giữa Glaucon (anh trai của Platon) và Socrates (do Socrates thuật lại). Khi được Glaucon thúc giục định nghĩa cái tốt, Socrates thận trọng tự nhận mình không có khả năng làm điều đó. :169 Thay vào đó, ông dùng một phép so sánh và đề nghị nói về "đứa trẻ của cái tốt" :169 (tiếng Hy Lạp cổ: "ἔκγονός τε τοῦ ἀγαθοῦ"). Socrates tiết lộ "đứa trẻ của cái tốt" này là mặt trời, đề xuất rằng cũng giống như mặt trời chiếu sáng, ban cho khả năng nhìn thấy và được nhìn thấy bằng mắt, :169 với ánh sáng của nó, ý tưởng về cái tốt chiếu sáng những người có khả năng hiểu được sự thật. Trong khi phép so sánh này đặt ra cả lý thuyết nhận thức luận và bản thể học, người ta vẫn tranh luận về sự khác biệt giữa lời dạy của Socrates và những giải thích sau này của Platon. Mặt Trời là một hình ảnh ẩn dụ cho bản chất của thực tế và những tri thức liên quan đến nó.